# 大津市立志賀小学校
大津市立志賀小学校（おおつしりつ しがしょうがっこう）は、滋賀県大津市南志賀一丁目にある公立小学校。略して「志賀小」と呼ばれている。生徒数836人（平成25年度）。
尚、平成の大合併時に大津市へ編入された旧志賀町との関係はない。

## 沿革
- 1895年（明治28年）5月3日 - 校舎新築落成、2024年現在の地に移転。
- 1939年（昭和14年）1月4日 - 校舎改築。
- 1942年（昭和17年）9月1日 - 滋賀県女子師範学校代用付属国民学校に指定。
- 1961年（昭和36年）5月6日 - 鉄筋校舎改築第1期工事完了。
- 1966年（昭和41年）8月1日 - 大プール竣工。
- 1969年（昭和44年）2月18日 - 体育館新築工事完了。
- 1975年（昭和50年）6月23日 - 創立100周年記念式典挙行、新校歌制定。
- 1978年（昭和53年）4月1日 - 学区改編、滋賀里一〜三丁目に住む児童は唐崎小学校へ通学となる。この学区改編には、大津市のベッドタウン化により増築工事でも児童数増加が追い付かず、マンモス校になった背景がある[1]。
- 1980年（昭和55年）4月1日 - 志賀小学校山中分校と比叡平小学校（1979年創立）が統廃合され、比叡平小学校となる。
- 2005年（平成17年）6月23日 - 創立130周年。
- 2010年（平成22年）12月 - 校舎耐震工事完了。

## 主な施設
- 池（名称：びわこ池）
- 西校舎（本校舎とつながっている）
- 本校舎
- プール
- 体育館
- 飼育小屋
- 裏庭

## 通学区域
- 唐崎中学校区
  - 勧学一〜二丁目、高砂町、神宮町、南志賀一〜四丁目、見世一丁目（6番、7番の全号）
- 皇子山中学校区
  - 柳川一〜二丁目、錦織一〜三丁目、鏡が浜、二本松、柳が崎、松山町、錦織町
  - 滋賀里町甲、滋賀里町乙、千石台、南滋賀町、皇子が丘一丁目、桜野町一〜二丁目

## 進学先中学校
- 上記の区域によって2校に分かれ進学する。
  - 大津市立唐崎中学校
  - 大津市立皇子山中学校

## 交通アクセス
- 京阪電気鉄道京阪石山坂本線南滋賀駅より徒歩5分。